# Los Fresnos (condado de Cameron, Texas)
Los Fresnos es una ciudad ubicada en el condado de Cameron en el estado estadounidense de Texas. En el Censo de 2010 tenía una población de 5.542 habitantes y una densidad poblacional de 699,5 personas por km².

## Geografía
Los Fresnos se encuentra ubicada en las coordenadas 26°4′23″N 97°28′31″O / 26.07306, -97.47528. Según la Oficina del Censo de los Estados Unidos, Los Fresnos tiene una superficie total de 7.92 km², de la cual 7.61 km² corresponden a tierra firme y (3.99%) 0.32 km² es agua.

## Demografía
Según el censo de 2010, había 5.542 personas residiendo en Los Fresnos. La densidad de población era de 699,5 hab./km². De los 5.542 habitantes, Los Fresnos estaba compuesto por el 86.29% blancos, el 0.43% eran afroamericanos, el 0.36% eran amerindios, el 0.07% eran asiáticos, el 0.14% eran isleños del Pacífico, el 11.13% eran de otras razas y el 1.57% pertenecían a dos o más razas. Del total de la población el 88.24% eran hispanos o latinos de cualquier raza.